# Vilardaga
|  | No s'ha de confondre amb Mas Vilardaga. |

Vilardaga és una masia del municipi de Sagàs (Berguedà) inclosa en l'Inventari del Patrimoni Arquitectònic de Catalunya. És una masia amb la porta d'entrada orientada a ponent i amb l'eixida a llevant. Coberta a doble vessant i amb el carener perpendicular a la façana. En els segles xviii i xix s'afegiren ampliacions al cos central de la casa. És interessant la gran Sala, de gran llargada i amb l'escala cap als pisos superiors del 1784. A l'entrada s'hi conserva un pou. El 1859 es bastí la capella familiar, d'advocació a la Puríssima Concepció.
Molt ben documentada, la casa de Vilardaga conserva tot l'arxiu familiar i es coneix tot l'arbre genealògic. La història de Vilardaga començà quan l'any 1553 Pere de Canelles, propietari de la gran masia veïna, concedí al seu fill Pere Canelles, cabaler, la casa de Vilardaga, fins aleshores masoveria de Canelles. La tercera generació de propietaris es nomenà ja Vilardaga, adquirint com a cognom el nom de la casa. La família conservà el cognom fins al 1876, quan començaren un seguit de pubilles. Els hereus, els cabalers i els pubills de Vilardaga varen tenir cura d'ampliar el patrimoni familiar incorporant-hi grans propietats de la rodalia, convertint-les en Masoveries.